# Eurípides (nebot)
Eurípides (en llatí Euripides, en grec antic Εὐριπίδης) fou un poeta grec nebot del gran Eurípides.
Suides el menciona i li atribueix tres obres: Medea, Orestes, i Políxena. Amb una obra del seu oncle va guanyar un premi després de la mort d'aquell.
El menor dels tres fills d'Eurípides es deia també Eurípides, segons Suides, i es confon amb el nebot. Aquest Eurípides, després de la mort del seu pare, va presentar tres de les seves obres de teatre pòstumes al festival de Dionís, Alcmeó (que ja no existeix), Ifigenia a Àulida i Les bacants.